# Au clair de la lune
«Au clair de la lune» (Al claro de luna) es una canción francensa 
anónima del siglo XVII. Se piensa que el autor pudo haber sido Jean-Baptiste Lully (1632 - 1687).

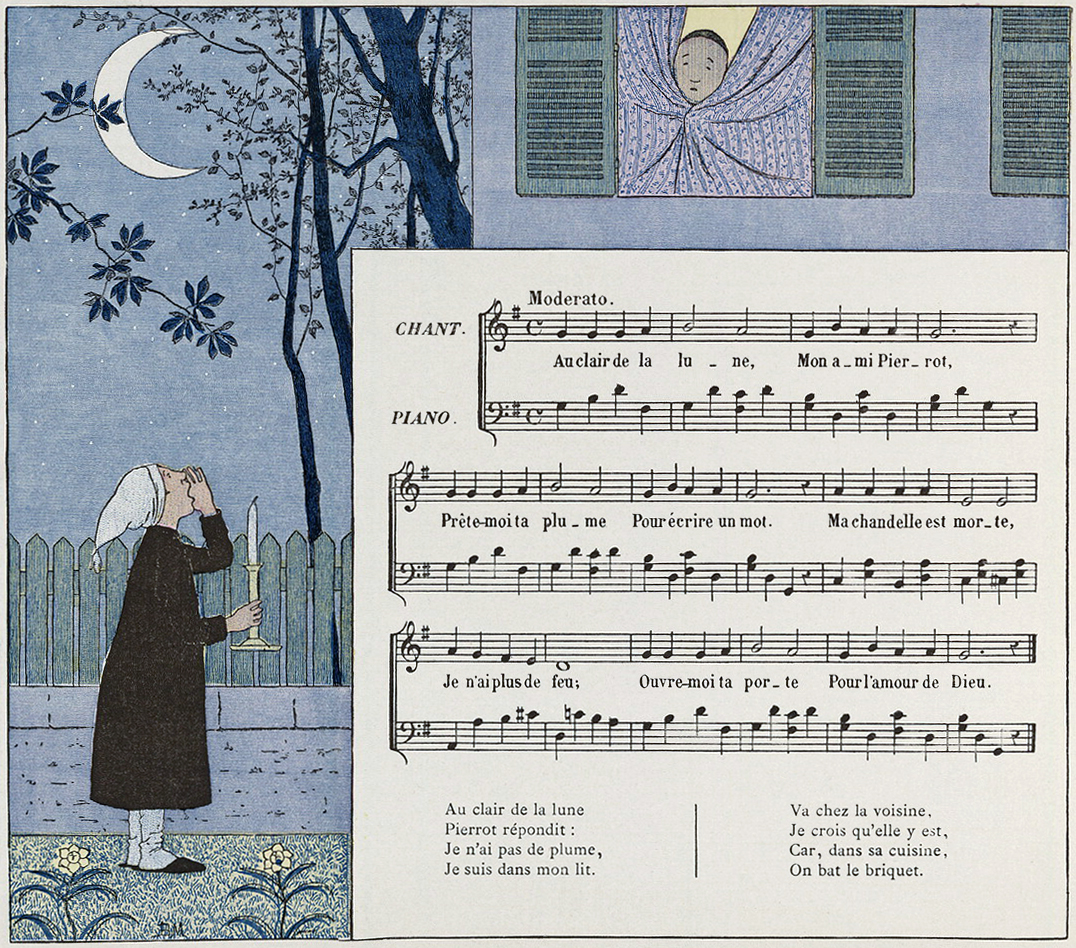
"Au clair de la lune" de un libro para niños c. 1910–1919.

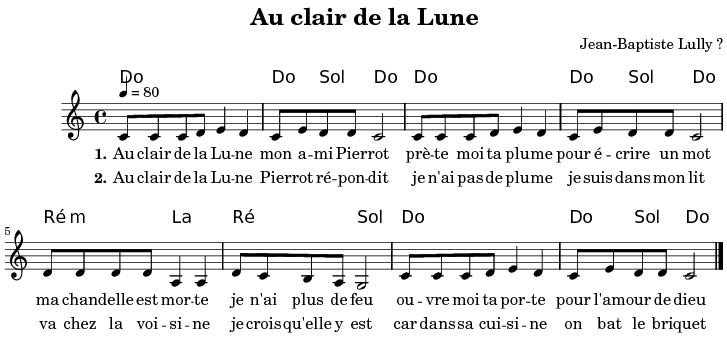
Partitura, melodía y letra en francés

ma

## Letra
| "Au clair de la lune, Mon ami Pierrot, Prête-moi ta plume Pour écrire un mot. Ma chandelle est morte, Je n'ai plus de feu. Ouvre-moi ta porte Pour l'amour de Dieu." Au clair de la lune, Pierrot répondit : "Je n'ai pas de plume, Je suis dans mon lit. Va chez la voisine, Je crois qu'elle y est, Car dans sa cuisine On bat le briquet." Au clair de la lune, L'aimable Lubin; Frappe chez la brune, Elle répond soudain : –Qui frappe de la sorte? Il dit à son tour : –Ouvrez votre porte, Pour le Dieu d'Amour. Au clair de la lune, On n'y voit qu'un peu. On chercha la plume, On chercha du feu. En cherchant d'la sorte, Je n'sais c'qu'on trouva; Mais je sais qu'la porte Sur eux se ferma | "A la luz de la luna, Amigo Pierrot, préstame tu pluma, para escribir una palabra. Mi vela esta muerta. No me queda luz. Abre tu puerta por el amor de Dios." Bajo la luz de la luna, Pierrot respondió: "No tengo plumas, estoy en la cama. Ve a lo de la vecina. Creo que esta allí, porque en su cocina alguien enciende fuego." Bajo la luz de la luna, el simpático Lubin, llama a la puerta de la morena. Ella responde de repente: -¿Quién está tocando así? Luego él responde: -Abre tu puerta, para el Dios del amor! Bajo la luz de la luna, Uno apenas puede ver. Buscamos la pluma, buscamos la luz. Buscando de esta manera, no sé qué encontramos, pero sí sé que la puerta de ellos se cerró. |

Algunas fuentes afirman que "plume" (pluma) era originalmente "lume" (antiguamente utilizada para "lumbre" o "lámpara").